# إدواردو إستريلا أغيري
إدواردو إستريلا أغيري هو طبيب وعالم إكوادوري، ولد في 1941 في مقاطعة بيتشينتشا في الإكوادور، وتوفي في 1996 في كيتو في الإكوادور.